# 5. Kurentovanje (1965)
Kurentovanje 1965 je bil peti uradni ptujski karneval, 28. februarja na pustno nedeljo.
Kurentovanje se je po enoletnem premoru (domačem pustovanju '64) spet vrnilo, organizirale pa so ga Folklorne prireditve Ptuj. Prireditev je uspela v vseh pogledih, zbralo pa se je do tedaj rekordnih 30.000 obiskovalcev.
Takratna novost je bila dopoldanski nastop etnografskih (folklornih) skupin na Mestnem stadionu.

## Spored

### Dopoldanski prikaz etnografskih likov na stadionu
Ob 10. uri na Mestnem stadionu:
- 1. Pozdravni nastop dveh kurentov in treh pokačev
- 2. Škoromati in Hrušice (Brkini)
- 3. Cerkljanski laufarji
- 4. Šelmarji (Kostanjevica na Krki)
- 5. Plesalci (Beltinci)
- 6. Ploharji (Cirkovci)
- 7. Orači (Lancova vas)
- 8. Pustni plesači (Pobrežje pri Vidmu)
- 9. Kopanja (Markovci)
- 10. Orači (Markovci)
- 11. Rusa in drugi liki (Markovci)
- 12. Pogrebci (Hajdina)
- 13. Kurenti (koranti)

### Popoldanski sprevod karnevalskih skupin po mestu
Ob 13.30 uri po mestnih ulicah:
- 1. Kurent
- 2. Pokači
- 3. Kopjaši
- 4. Folklorne skupine
- 5. Šolske maske
- 6. Peš karnevalske skupine
- 7. Skupine na konjih in vozovih
- 8. Skupine na kolesih
- 9. Skupine na motornih kolesih

## Nagrade
Predsednik komisije Stane Slanič, ki so jo poleg njega sestavljali še 4 člani odbora za prireditve in 2 druga člana, so ocenjevali maske po šestih različnih kriterijih kot so duhovitost, izvirnost, vlogi lika ali skupine, množičnost lika, oprema in disciplina. 
Prve nagrade pa niso podelili, ker za to niso bili izpolnjeni vsi našteti pogoji. Najboljše maske v treh kategorijah so prejele tudi denarne nagrade.
|            | Karnevalske skupine                                                        | Denarna nagrada                                                            |
| ---------- | -------------------------------------------------------------------------- | -------------------------------------------------------------------------- |
| 1. nagrada | Prva nagrada ni bila podeljena (saj zanjo niso bili izpolnjeni vsi pogoji) | Prva nagrada ni bila podeljena (saj zanjo niso bili izpolnjeni vsi pogoji) |
| 2. nagrada | »Dornavski cigani« (s kovači in godbo)                                     | 100.000 dinarjev                                                           |
| 3. nagrada | »Lovci« (z bojem za staro pravdo)                                          | 80.000 dinarjev                                                            |
| 4. nagrada | »Kmetijska oddaja« (Radio Ptuj)                                            | 50.000 dinarjev                                                            |
| 5. nagrada | »Kmetice ne zaostajamo«                                                    | 30.000 dinarjev                                                            |
| 5. nagrada | »Enakopravnost žena«                                                       | 30.000 dinarjev                                                            |
| 5. nagrada | »Moški čaka«                                                               | 25.000 dinarjev                                                            |
| 5. nagrada | »Lukarji« (skupine s Polenšaka)                                            | 25.000 dinarjev                                                            |
| 6. nagrada | »Katarinin sejem« (z bojem za staro pravdo)                                | 25.000 dinarjev                                                            |
| 7. nagrada | »Servisi« (stanovanjska skupnost Ptuj)                                     |                                                                            |

| Šolske skupine                       | Denarna nagrada |
| ------------------------------------ | --------------- |
| »Pogreb dinarja« (OŠ Tone Žnidaršič) | 25.000 dinarjev |
| »Šolska reforma« (Gimnazija Ptuj)    | 20.000 dinarjev |
| »Indijanci« (OŠ Tone Žnidaršič)      | 15.000 dinarjev |
| »Ostalo« (OŠ Tone Žnidaršič)         | 10.000 dinarjev |

| Posamezniki                    | Denarna nagrada |
| ------------------------------ | --------------- |
| »Rikša«                        | 8.000 dinarjev  |
| »Dva klovna«                   | 6.000 dinarjev  |
| »Trije srednjeveški bojevniki« | 6.000 dinarjev  |

## Trasa

### Karnevalska povorka
- Mladika (start) – Čučkova – Železniški prehod – Osojnikova – Ciril Metodov drevored – Ljutomerska (Potrčeva) – Srbski trg (UE Ptuj) – Bezjakova – Slovenski trg – Prešernova – Cafova – Muršičeva (Dravska) – Hrvatski trg (Ribič) – Dravska – Trg svobode (Minoritski trg) – Krempljeva –
Trg mladinskih brigad (Mestni trg) – Krempljeva – Trstenjakova – Srbski trg (UE Ptuj) – Bezjakova – Slovenski trg – Prešernova – Cafova – Muršičeva (Dravska) – Hrvatski trg (Ribič) – Dravska – Mladika (zaključek)

## Ostale prireditve
Organizirano izven uradnega enodnevnega Kurentovanja.

### Otroška maškarada
1. marca, na pustni ponedeljek, je bila otroška maškarada na sporedu ob 14. uri v Narodnem domu Ptuj, po vodstvom Otroškega vrtca Ptuj. In tako so se v ogrevanih prostorih so se zbrali indijančki, kuharčki, dimnikarčki, trobentice, vijolice in druge maske, ki so prihajale v spremstvu staršev. Najprej so se mlace spogledovali, nato pa so se hitro prilagodili ter zavrteli in zarajali ob glasbi v vodiči klovni.